# Саронічні острови

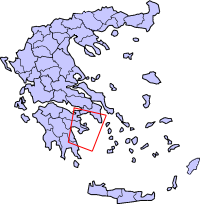
Розташування островів Саронічної затоки

Саронічні острови — група невеликих грецьких островів в Саронічній затоці, що омиває південне узбережжі Аттики. 
Існує регулярне поромне сполучення між Саронічними островами і Піреєм, а також Пелопоннесом.
Найбільший острів архіпелагу — Саламін, серед інших: Егіна, Ангістрі і Порос. Острови Ідра і Докос, які лежать на південь від Пелопоннеса, також входять до архіпелагу Саронічних островів, хоча й знаходяться не в Саронічній, а в Арголідській затоці. Через це архіпелаг в цілому називають Аргосаронічним. Найвіддалений від Афін острів архіпелагу — Спеце.
Серед численних малих островів архіпелагу острів Фальконера, поблизу якого 1966 року затонув пором «Іракліон».

## Історія
Саронічні острови мають багату та різноманітну історію, що сягає дописемних часів. Перші поселення з’явилися тут ще в епоху неоліту. У добу мікенської цивілізації острови відігравали важливу роль у морській торгівлі між материковою Грецією, Критом і Малою Азією.
Під час греко-перських війн острів Саламін став місцем однієї з найвідоміших битв античності — битви при Саламіні (480 до н. е.), у якій флот Афін здобув перемогу над персами. Ця подія мала вирішальне значення для захисту грецької цивілізації від східної експансії.
У класичну добу острови, зокрема Егіна, конкурували з Афінами в торгівлі та морській потужності. Егіна відома як один із перших полісів, що карбував власну монету — знаменитих «черепашок».
У римський та візантійський періоди архіпелаг залишався частиною Римської, а згодом Візантійської імперії. Після Четвертого хрестового походу острови тимчасово опинилися під владою латинських держав.
У XV столітті Саронічні острови перейшли під контроль Османської імперії, хоча деякі, як Гідра, зберігали автономію в обмін на флотську службу.
У період Грецької національно-визвольної революції 1821 року острови, зокрема Гідра, Спеце та Порос, відіграли важливу роль завдяки своїм потужним флотам. Місцеві судновласники та капітани, такі як Андреас Міауліс і Ласкаріна Бубуліна, зробили значний внесок у визволення країни від османського панування.
У новітній час Саронічні острови стали популярним місцем відпочинку завдяки своїй близькості до Афін, багатій культурній спадщині та мальовничим ландшафтам.